# Pteris ekemae
Espèce
Pteris ekemae est une espèce de plantes de la famille des Pteridaceae.
Son épithète spécifique ekemae fait référence au collecteur S. Ekema, collaborateur du botaniste allemand Gerhard Benl (1910-2001).

## Répartition géographique
Cette espèce est originaire du Cameroun. On la trouve au Mont Cameroun.